# Mánáreyjar

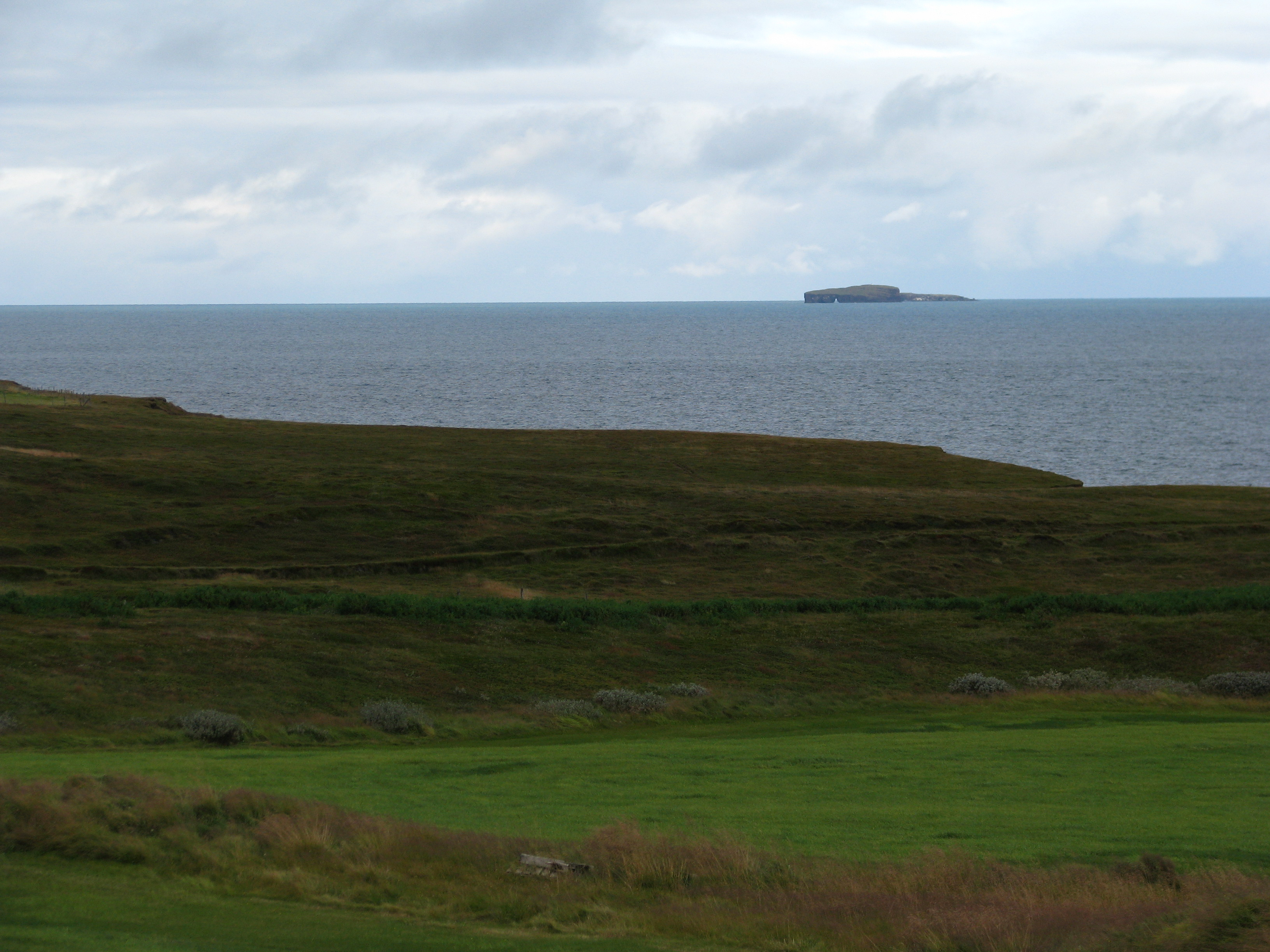
De Mánáreyjar.

Mánáreyjar is de naam van twee eilandjes 9 kilometer uit de kust ten noorden van het IJslandse schiereiland Tjörnes. De eilandjes heten Háey (hoge eiland) en Lágey (lage eiland), en zijn 40 respectievelijk 23 meter hoog. Op Háey staat een vuurtoren.